# El Tormillo
El Tormillo es una localidad española perteneciente al municipio de Peralta de Alcofea, en el Somontano de Barbastro, provincia de Huesca (Aragón). 

## Historia
En el año 1414 era una aldea de Berbegal, siendo de realengo en los siglos XVI y XVII. Hasta entonces la propia población no era un núcleo poblacional unificado ya que fue durante este siglo cuando debió de terminar la unificación del territorio en un solo núcleo residencial, habiendo estado conformado entonces por un poblado llamado la Torre de Valpodrida, o la Torraza y El Tormelo. 
Parece ser que la Torraza era el núcleo poblacional más antiguo pero que con el tiempo fue perdiendo población a favor de El Tormelo, donde hoy se ubica la población, esto desencadenó una relación administrativa muy cercana entre ambas poblaciones además de la de Lamasadera, llegando a formar en la Alta Edad Media los territorios conocidos como de la Valpodrida.

## Economía
Su actividad económica está fundamentada en la actividad agraria, con agricultura de secano y ganadería ovina y porcina. En 2023 ha entrado en funcionamiento un sistema de regadío que desde los canales del Cinca proporciona agua a parte de la localidad. También hay muchos habitantes que forman parte de las clases pasivas. Se trata de uno de tantos municipios en los que se produce el fenómeno de la España vaciada.

## Demografía
| Gráfica de evolución demográfica de El Tormillo entre 1842 y 1970 |
| |
| Población de derecho según los censos de población del INE Población de hecho según los censos de población del INEEntre el censo de 1857 y el anterior, crece el término del municipio porque incorpora a La Masadera Entre el censo de 1981 y el anterior, este municipio desaparece porque se integra por partes en los municipios Peralta de Alcolea y Sariñena |

Fue municipio independiente hasta 1971. En aquel año se decretó su anexión a los municipios de Peralta de Alcofea y Sariñena. La localidad de El Tormillo se anexionó a Peralta, mientras que la localidad de Lamasadera, que entonces formaba parte del municipio de El Tormillo, se incorporó a Sariñena.
Su población de derecho ronda el centenar de habitantes, aunque su población de hecho oscila, según la época del año, entre los 50 y los 150 habitantes reales.

## Patrimonio

### Patrimonio religioso

#### Iglesia de Santa María
Se trata de un templo románico construido en el siglo XIII en sillar, teniendo una sola nave de planta rectangular cubierta con bóveda de cañón y un ábside semicircular en el interior y poligonal en el exterior cubierto con bóveda de horno. La nave se cubre con bóveda de cañón apuntada con arcos fajones que apoyan en medias columnas con capiteles decorados con yeserías.
En el exterior, en el muro sur, se encuentran la portada, protegida por un pórtico y la torre-campanario; destacan asimismo los volúmenes de la capilla y la sacristía. El alero apoya sobre canetes de media caña.
En el 1994 se realizaron una serie de restauraciones en el interior, donde se encontraron pinturas murales al fresco en la cabecera englobadas en el período de transición del románico al gótico. Las del lado de la Epístola pertenecen al Nuevo Testamento y presentan las escenas de la entrada de Jesús en Jerusalén, de la Última Cena y del Prendimiento.

#### Iglesia de Santiago

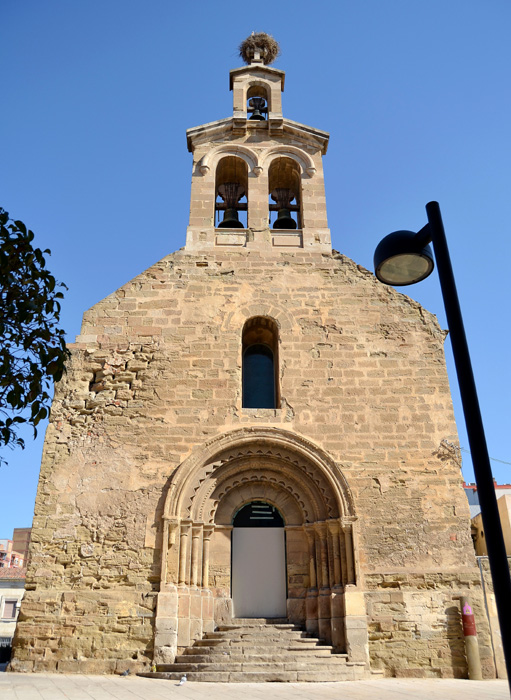
Portada de la Iglesia de Santiago, actualmente ubicada en la Iglesia de San Martín de Lérida.

Se trata de unas ruinas de un templo construido entre los siglos XIII y XIV de estilo románico ubicadas junto a la iglesia parroquial, habiendo formado con ella un edificio anterior de mayor tamaño. 
Tiene planta rectangular con una sola nave dividida en cinco tramos mediante arcos fajones que se apoyan en semicolumnas y que se cubría con bóveda de cañón, aunque ya desaparecida y  que arrancaba de una imposta moldurada. La nave presenta, en el tramo de los pies, modillones y el arranque de un arco que podrían ser restos de un coro alto.
Su elemento más llamativo es la portada, que se sitúa en el muro sur y a la altura del tramo central de la nave. Está rehecha ya que la original se arrancó en el 1893 para ser trasladada a la iglesia de San Martín en Lérida por iniciativa del obispo leridano Messeguer debido al derrumbamiento de la bóveda en el 1882. La actual es abocinada, presentado dos arcos rebajados que arrancan de impostas; el exterior es mucho mayor y tiene trasdós moldurado, teniendo el acceso a través de una pequeña puerta adintelada, lo que da lugar a un gran tímpano liso.
Actualmente las ruinas han sido consolidadas y el entorno limpiado.

#### Ermita de San Jorge
Ubicado a las afueras de la población, es una ermita construida en silleria durante el siglo XIII de estilo popular, aunque tiene una portada con arquivoltas de estilo románico que debió pertenecer a la primitiva ermita, ya que la actual es una reconstrucción posterior debido al abandono. En la fachada cuenta con una espadaña.

### Patrimonio arqueológico

#### La Torraza
Es el conjunto de los restos de una torre que formaba la fortificación existente en el cerro, dentro del yacimiento arqueológico "Despoblado de la Torraza", que estuvo habitado hasta los siglos XVI y XVII y que según la disposición del poblado y el intenso trabajo de la piedra, pudo ser un poblado de origen musulmán. También hay restos y ruinas de espacios de hábitat y en el zona sureste, la más elevada una necrópolis de tumbas antropomorfas excavadas en la roca, a donde se llaga por unas escaleras talladas en la roca. En ella se realizan excavaciones desde el 1977.